# Эмиль Кроткий

Могила Э. Кроткого на Введенском кладбище в Москве

Эми́ль Кро́ткий (настоящее имя — Эммануи́л Я́ковлевич Ге́рман; 14 (26) декабря 1892, Зиньковцы, Подольская губерния, Российская империя (ныне Каменец-Подольский район, Хмельницкая область Украины) — 10 февраля 1963 года, Москва) — русский советский писатель, прозаик и поэт, сатирик, фельетонист, редактор, корреспондент. Сатирические произведения печатал под псевдонимом Э. Кроткий, лирические стихи — под своей настоящей фамилией. Является автором многих афоризмов.

## Биография
Родился в семье адвоката. В молодости жил и учился в Каменце. В 1911 году одесский журнал «Крокодил» опубликовал его первые поэтические опыты. Также он работал в то время в газете «Южная мысль».
Через два года его стихи были отмечены премией на литературном конкурсе памяти Семёна Надсона, в состав жюри которого входили такие известные писатели, как Валерий Брюсов, Иван Бунин, Викентий Вересаев. В 1917 году в Одессе была опубликована его «Сказка о том, как царь места лишился». В том же году вместе с женой — одесской поэтессой Ликой Стырской — переехал в Петроград. Сотрудничал с журналами «Летопись», «Новый Сатирикон» и по — приглашению Максима Горького — с газетой «Новая жизнь». Издал тогда стихотворный сборник «Растопленный полюс», написал «Повесть об Иванушке-Дурачке (Русская история в стихах)».
В 1918—1920 годах Эмиль Кроткий работал в Харькове, где издал поэму «Разговор с Вильсоном» и сборник лирических стихов «Скифский берег». В 1922 году его сборник «Стихи о Москве» был издан в Екатеринбурге. В 20-е годы переехал в Москву. В 1925 году в качестве корреспондента газеты «Труд» побывал в Германии, Франции, Чехословакии.
С 1931 года — постоянный автор московского журнала «Крокодил».
В 1933 году был он был арестован и выслан на три года в город Камень-на-Оби. Следствие по делу вёл Н. Х. Шиваров. По отбытии ссылки в 1936 году ему не разрешили вернуться в Москву, но разрешили поселиться в Можайске, где он и прожил до 1941 года.
В 1941—1944 годах в Астрахани редактировал сатирический отдел «Прямой наводкой» в областной газете «Коммунист». После войны вновь стал постоянным автором «Крокодила».
В «Библиотеке „Крокодила“» вышли в свет его книги «Портрет и зеркало» (1956), «Сатирик в космосе» (1959), «В беспорядке дискуссии» (1964, посмертно). В 1959 году был принят в Союз писателей СССР. Его афоризмы под заголовком «Отрывки из ненаписанного» публиковались в «Крокодиле», частично вошли в его книги, а в 1966—1967 годах вышли в свет отдельным изданием с предисловием Александра Безыменского и иллюстрациями Бориса Ефимова.
Илья Ильф и Евгений Петров вывели Кроткого в романе «Золотой телёнок» под именем фельетониста Гаргантюа.
Умер в 1963 году. Похоронен на Введенском кладбище (8 уч.).

## Семья
Первым браком был женат на поэтессе Елизавете Яковлевне Фурман (1898—1947), публиковавшейся под псевдонимом «Лика Стырская».
Вторая жена — Мария Александровна Мальцева (1893—1971).

## Сочинения
- Сказка о том, как царь места лишился. — Одесса, 1917.
- Повесть об Иванушке-дурачке. — Петроград, 1918.
- Растопленный полюс. — Петроград, 1918.
- Разговор с Вильсоном. — Х., 1919.
- Шиворот-навыворот. — Х., 1920.
- Герман Э. Скифский берег. — Х., 1920.
- Герман Э. Стихи о Москве. — Екатеринбург, 1922.
- Шиворот-навыворот. — М.—Петроград, 1923.
- Растопленный полюс. — М.: Огонек, 1929.
- Портрет и зеркало. — М.: Правда. 1956.
- Сатирик в космосе. — М.: Правда, 1959.